# Zamarada incompta
Zamarada incompta là một loài bướm đêm trong họ Geometridae.